# Jan-Geert Wagenaar
Jan Geert Wagenaar (Nieuwkoop, 3 oktober 1968) is een Nederlands voormalig voetballer die als doelman speelde.
Wagenaar begon bij SKV waar hij in 1985 in het eerste team kwam. Hij werd aangetrokken door Vitesse waar hij in mei 1987 zijn profdebuut maakte en vervolgens in het seizoen 1987/88 als eerste doelman speelde. Wagenaar moest plaats maken voor Raimond van der Gouw en keerde tijdelijk terug bij SKV. In 1991 keerde hij bij N.E.C. terug in het profvoetbal en fungeerde drie seizoenen als tweede doelman. Hierna studeerde hij vijf jaar in Engeland op de universitaire opleiding chiropraxie en speelde na zijn afstuderen vanaf 1999 nog een aantal jaren onder meer voor Hoofdklassers Achilles '29 en Rohda Raalte voor hij af bouwde bij SV Haarle. Hij begon in 2001 een praktijk voor chiropractie in Deventer.